# 4236 Lidov
A 4236 Lidov (ideiglenes jelöléssel 1979 FV1) egy kisbolygó a Naprendszerben. Nyikolaj Sztyepanovics Csernih fedezte fel 1979. március 23-án.